# Millionär (Rechenmaschine)

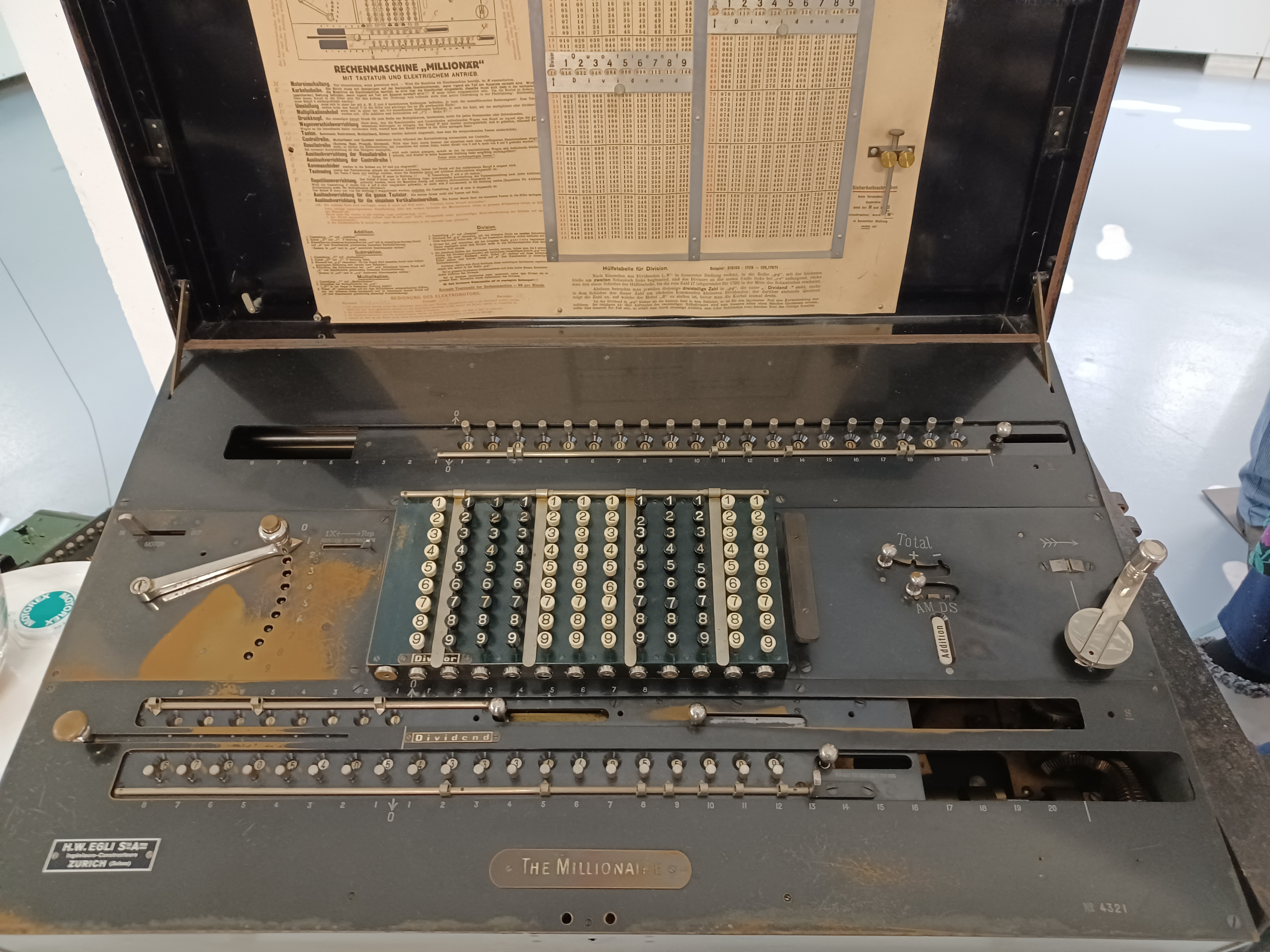
Millionär in Metallausführung mit Zahlentastatur und Kurbelbetrieb

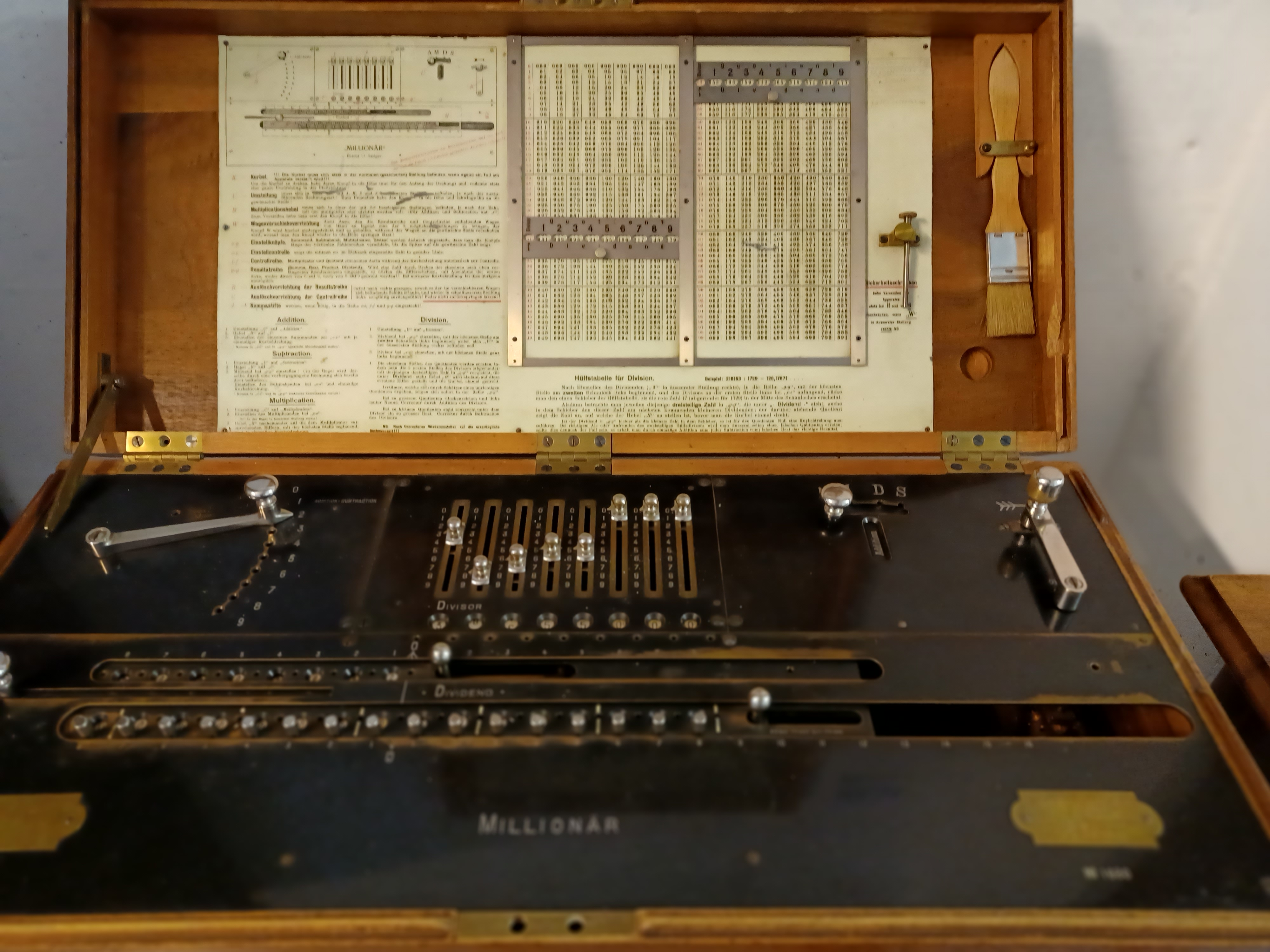
Millionär im Holzgehäuse mit Zahlenschiebern

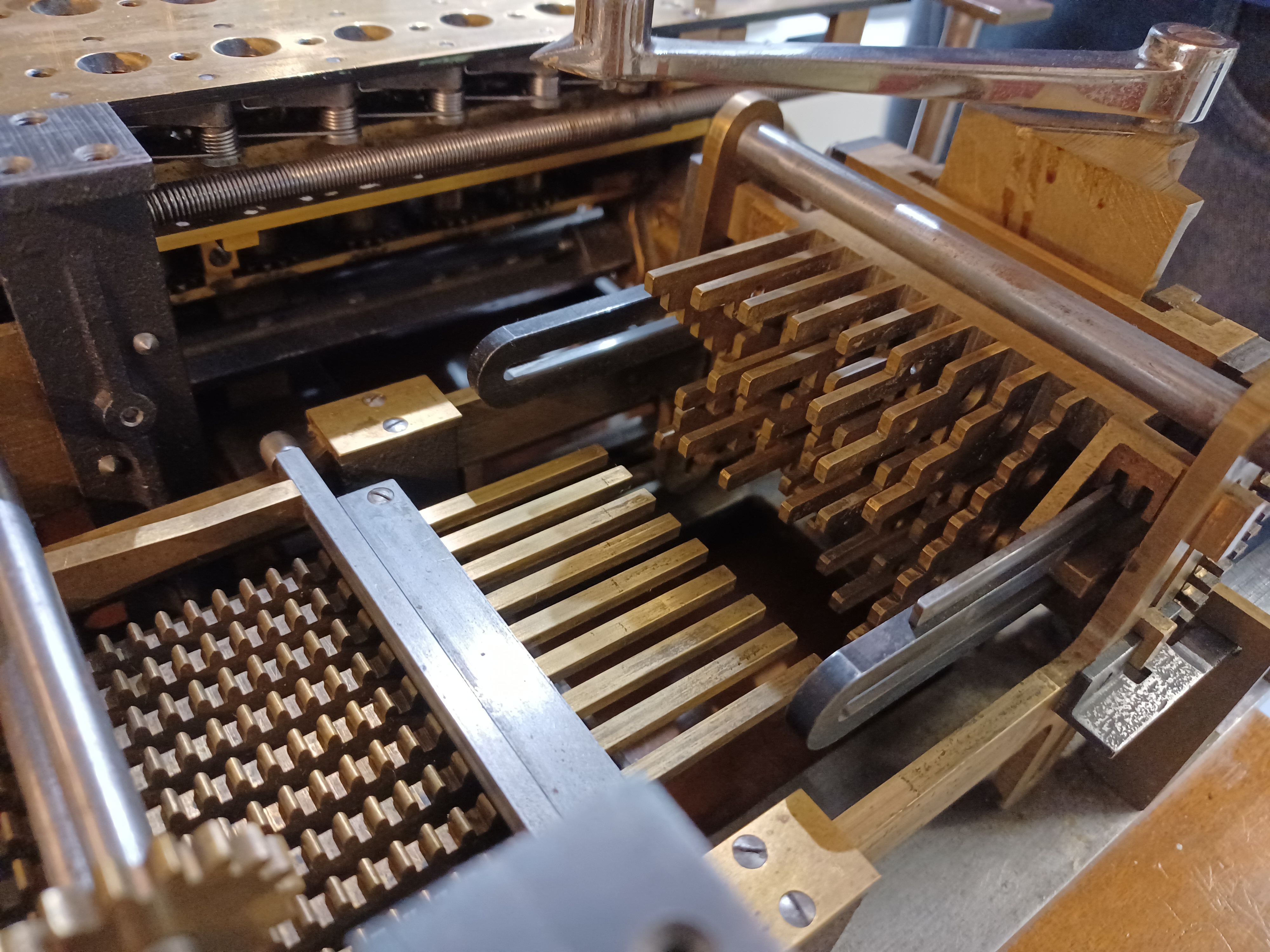
Rechts im Bild: Herzstück des Millionär, ein dezimal programmierter 9×9-Multiplizierkörper

Millionär ist der Name einer direktmultiplizierenden Rechenmaschine, die von Otto Steiger entwickelt und patentiert und vom Unternehmen Hans W. Egli in Zürich über einen Zeitraum von 40 Jahren gebaut wurde. In den Jahren 1893 bis etwa 1935 wurden teils in Holz-, teils in Blechausführung wahrscheinlich 4655, nach anderen Quellen 5074 Stück hergestellt.: S. 67 Ein weiterer Unterschied in der Konstruktion war der Betrieb mit Elektromotor oder Handkurbel. Das Gerät wurde 1904 für 1250 Schweizer Franken verkauft und überwiegend für technische Berechnungen eingesetzt. Die Multiplikation zweier achtstelliger Zahlen dauerte nur sieben Sekunden, was damals unvorstellbar schnell war. Der Millionär war damit laut Eigenwerbung der zu seiner Zeit schnellste Rechner der Welt. 1903 wurden die Rechenmaschinen in Dresden mit einer Goldmedaille ausgezeichnet.: S. 47
Die Herkunft des Namens Millionär für diese Maschine wurde nie mit Sicherheit geklärt.: S. 44 In der Exportversion wurde der Name der jeweiligen Landessprache angepasst.

## Beschreibung
Das Prinzip seiner Rechenweise beruht auf Arbeiten des russischen Mathematikers Pafnuti Tschebyschow, der seine Ideen bei der Weltausstellung von 1878 in Paris vorstellte, aber nicht patentieren liess. Steigers Idee für einen 20-stelligen Zählwerksspeicher war ein beweglicher Schlitten, der das Produkt nach der Multiplikation anzeigt und bei einer Division vor dem Divisor eingetragen wird. Der 10-stellige Multiplikand oder Divisor wird auf den Schiebereglern – bei späteren Modellen der Tastatur – oberhalb des Schlittens eingegeben, während die aufeinanderfolgenden Ziffern des Multiplikators oder Quotienten mit einem Druckknopfhebel oben links eingegeben werden. Ein grosser Stellknopf oben rechts kann vorher auf zu addierende, multiplizierende, dividierende oder subtrahierende Stellen eingestellt werden.
Im Unterschied zu anderen elektromechanischen Rechenmaschinen, die bis in die 1970er-Jahre hergestellt wurden, multiplizierte der Millionär schnell. Bei den herkömmlichen Modellen bestimmte die Quersumme der zuerst eingegebenen Zahl (Multiplikator) die Anzahl der Umdrehungen des Rechenwerks, das heisst zum Beispiel, dass die Rechnung 123 × 99 sechs Umdrehungen erforderte, 99 × 123 aber achtzehn.
Die Rechenmaschine ist in einem Holz- oder Metallgehäuse mit Scharnierdeckel eingebaut, mit Metalltragegriffen an beiden Seiten und einem Metallschloss an der Vorderseite. Die Maschine ist 67 cm breit, 32 cm tief und 19 cm hoch, mit Tastatur 72,5 cm breit und 44,4 cm tief. Das Gewicht in Metallausführung beträgt 35 kg. Es wurden Ausführungen für 6 × 6, 8 × 8, 12 × 8 und 10 × 10 Stellen angeboten.
Die Bestandteile der Maschine bestehen überwiegend aus Messing. Auf der Innenseite des Deckels ist eine auf Papier gedruckte Tabelle in schwarzer und roter Schrift mit Anweisungen und einem Einteilungsplan eingeklebt. Dort befinden sich auch eine zur Transportsicherung genutzte Messingschraube und eine Reinigungsbürste.
Die Schieberegister zur Einstellung der jeweiligen Werte wurden 1913 durch eine Tastatur ersetzt, weil damit die Geschwindigkeit erheblich verbessert werden konnte. Schon 1911 wurde eine Modellvariante angeboten, die die Rechenfunktion statt mit Handkurbel mit einem Elektroantrieb in Gang setzte, was die Handhabung ebenfalls beschleunigte.
Mit der Patentschrift DE 72870 beim Kaiserlichen Patentamt reichte Steiger seine Erfindung am 23. Dezember 1892 ein, doch wurden die vier darin genannten Techniken später nicht für den Bau der Millionär-Rechenmaschinen verwandt. Die in St. Gallen verfasste Patentschrift mit dem einfachen Namen «Rechenmaschine» kann trotzdem als Grundlage für die Entwicklung des Millionär angesehen werden. Im folgenden Jahr wurden fünf Prototypen in seiner Werkstatt in der Gotthardstrasse 39 in München hergestellt. Die in dem Patent aufgeführten Techniken dienten als Grundlage der Umstellung auf (serielle) Maschinenproduktion ab 1898. Neben Deutschland wurde auch in der Schweiz, in Österreich, Ungarn, England, Kanada und den USA ein Patent eingereicht.: S. 44–45

## Fussnoten
1. 1 2 3 4  
Gérald Saudan: Swiss Calculating Maschines. H.W. Egli A.-G., A success story, Yens sur Morges 2017, ISBN 978-2-8399-2175-6
2. ↑  Zeitgenössische Werbeanzeige im Bestand des Enter Museum
3. 1 2 3  
Millionaire Calculator Machine (The Complete History), History Computer: The History of Computing
4. ↑  Werbeanzeige in Business: A Magazine for Office, Store and Factory, Band 31, Business man’s Publishing 1913, Seite 293
5. ↑  Patentschrift Nr. 72870, Rechenmaschine, von Otto Steiger (St. Gallen)